# Le Havre AC
Le Havre Athletic Club, thường được gọi là Le Havre (phát âm tiếng Pháp: [lə avʁ]), là một câu lạc bộ bóng đá lâu đời có trụ sở tại Le Havre, Normandy. Câu lạc bộ bóng đá được thành lập vào năm 1894 như một phần của câu lạc bộ thể thao cùng tên, được thành lập vào năm 1884. Le Havre đang chơi tại giải Ligue 1, Pháp, sân nhà của câu lạc bộ là sân vận động Océane có sức chứa khoảng hơn 25.000 người.

## Lịch sử
Năm 1872, một nhóm cư dân người Anh đã thành lập câu lạc bộ Le Havre Athlétique, dưới hình thức lai của bóng đá tức kết hợp giữa 2 môn thể Bóng bầu dục và Bóng đá. Năm 1894, Le Havre trở thành một câu lạc bộ bóng đá đúng nghĩa.
Một số cầu thủ bóng đá nổi tiếng đều trưởng thành từ lò đào tạo của Le Havre hoặc đã từng thi đấu tại đây, có thể kể đến như Jean-Alain Boumsong, Lassana Diarra, Riyad Mahrez, Steve Mandanda và Vikash Dhorasoo.

## Cầu thủ

### Đội hình hiện tại
Tính đến 11 tháng 2 năm 2025.
| Số | VT | Quốc gia               | Cầu thủ                                   |
| -- | -- | ---------------------- | ----------------------------------------- |
| 1  | TM | Pháp                   | Mathieu Gorgelin                          |
| 3  | HV | Pháp                   | Timothée Pembélé (cho mượn từ Sunderland) |
| 4  | HV | Pháp                   | Gautier Lloris                            |
| 6  | HV | Pháp                   | Étienne Youte Kinkoue                     |
| 7  | HV | Hungary                | Loïc Négo                                 |
| 8  | TV | Maroc                  | Yassine Kechta                            |
| 9  | TĐ | Cộng hòa Dân chủ Congo | Yann Kitala                               |
| 10 | TĐ | Guadeloupe             | Josué Casimir (đội phó)                   |
| 14 | TV | Nga                    | Daler Kuzyayev                            |
| 17 | HV | Maroc                  | Oualid El Hajjam                          |
| 18 | HV | Pháp                   | Yanis Zouaoui                             |
| 19 | TV | Sénégal                | Rassoul Ndiaye                            |
| 20 | TĐ | Pháp                   | Élysée Logbo                              |

| Số | VT | Quốc gia | Cầu thủ                                |
| -- | -- | -------- | -------------------------------------- |
| 21 | TĐ | Pháp     | Antoine Joujou (cho mượn từ Parma)     |
| 23 | TV | Pháp     | Junior Mwanga (cho mượn từ Strasbourg) |
| 25 | TV | Pháp     | Alois Confais                          |
| 28 | TĐ | Ghana    | André Ayew                             |
| 30 | TM | Pháp     | Arthur Desmas                          |
| 34 | TV | Pháp     | Mahamadou Diawara (cho mượn từ Lyon)   |
| 44 | TV | Pháp     | Ismail Bouneb                          |
| 45 | HV | Sénégal  | Issa Soumaré                           |
| 70 | TV | Thụy Sĩ  | Ruben Londja                           |
| 93 | HV | Sénégal  | Arouna Sangante (đội trưởng)           |
| 94 | TV | Guinée   | Abdoulaye Touré                        |
| 97 | HV | Sénégal  | Fodé Ballo-Touré                       |
| 99 | TĐ | Ai Cập   | Ahmed Hassan                           |

## Danh hiệu
- Ligue 2
  - Vô địch (6): 1938, 1959, 1985, 1991, 2008, 2023
  - Á quân (1): 1950
- Coupe de France
  - Winners (1): 1959
  - Á quân (1): 1920
- USFSA Championnat
  - Vô địch (3): 1899, 1900, 1919
- Challenge international du Nord
  - Vô địch (1): 1900
- Coupe Nationale
  - Vô địch (2): 1918, 1919
- Challenge des Champions
  - Vô địch (1): 1959

## Huấn luyện viên trong lịch sử
- George Kimpton (1921–26)[5]
- Mac Burgess (1934–35)
- George McLachlan (1935–36)
- Josef "Pépi" Schneider (1936–39)
- George Kimpton (1945–46)
- Jean Cornelli (1946–47)
- Roger Magnin (1948–49)
- Jules Bigot (1950–52)
- Elek Schwartz (1952–53)
- René Bihel (1953–54)
- Edmond Delfour (1954–55)
- Roger Magnin (1955–56)
- Théo Bisson (1956–57)
- Lucien Jasseron (1957–62)
- Eduardo Di Loreto (1962–63)
- Arie Devroedt (1963–64)
- Christian Villenave (1964–66)
- Max Schirschin (1970–71)
- Gino Corlani (1971–72)
- Fredo Garel (1972–73)
- Léonce Lavagne (1973–74)
- Edmond Baraffe (1974–76)
- Léonce Lavagne (1976–82)
- Yves Herbet (1982–83)
- Didier Notheaux (1983–88)
- Pierre Mankowski (1988–93)
- Guy David (1993–96)
- René Exbrayat (1996–97)
- Denis Troch (1997 – Oct 98)
- Joël Beaujouan (Oct 1998–99)
- Francis Smerecki (1999–00)
- Joël Beaujouan (2000)
- Thierry Uvenard, Philippe Sence và Bruno Baronchelli (Dec 2000)
- Jean-François Domergue (Dec 2000–04)
- Philippe Hinschberger (2004 – April 2005)
- Thierry Uvenard (April 2005–07)
- Jean-Marc Nobilo (2007–08)
- Frédéric Hantz (2008–09)
- Cédric Daury (2009 – Nov 2012)
- Christophe Revault (Nov 2012 – Dec 2012)
- Erick Mombaerts (Dec 2012 – Dec 2014)
- Thierry Goudet (Dec 2014 – Sept 2015)
- Bob Bradley (Nov 2015 –)

## Liên kết
- Official site (tiếng Pháp)